# Die Nacht der Giraffe
Die Nacht der Giraffe (Originaltitel: Kebun binatang) ist ein indonesischer Film aus dem Jahr 2012. Die Regie führte Edwin, der auch das Drehbuch schrieb. Der Film erzählt die Geschichte von Lana, die im Zoo von Jakarta aufwuchs und diesen mit einem Cowboy und Magier verlässt, um für kurze Zeit in der Welt außerhalb des Zoos zu leben, um dann letztendlich wieder zurückzukehren. Der Film lief im Wettbewerb der 62. Berlinale und hatte in diesem Rahmen am 14. Februar 2012 seine Weltpremiere.

## Handlung
Die dreijährige Lana streift durch den Zoo von Jakarta auf der Suche nach ihrem Vater, der sie dort ausgesetzt hat. Der Giraffenwärter nimmt sich ihrer an und sie wächst im Zoo auf. Sie ist keine Zooangestellte, führt aber Gruppen älterer Zoobesucher und erklärt diesen vor allem das Leben der Giraffe. Ein weiterer teilweise im Zoo Lebender, aber nicht dort Angestellter ist ein junger Indonesier, der als Cowboy gekleidet ist und als Magier auftritt. Mit diesem verlässt Lana den Zoo, um als Indianerin verkleidet gemeinsam mit ihm aufzutreten. Sie arbeiten auf einem Markt Jakartas und der Magier bietet seine Show dem Besitzer eines Massagesalons an, der auch Kontakte zum Fernsehen herstellen soll. Doch zu einem gemeinsamen Auftritt dort kommt es nicht, da Lana bei den Übungen zu einem Trick eine Holzkiste, in der sich der Magier befindet, in Brand setzt und er verschwindet. Ratlos wendet sie sich an den Besitzer des Salons, der Lana einstellt. So lernt sie, wie sie die Kunden behandeln und möglichst lange im Laden halten soll, indem sie die Erregung der Gäste nur langsam steigert. Lana arbeitet auch tatsächlich einige Zeit im Massagesalon, wobei sie aber immer wieder den Zoo besucht. Dann verlässt sie eines Tages den Salon und kehrt erst in die Wohnung des Magiers zurück, wo sie eines seiner Zauber-Kleider anzieht, und geht dann nachts in den Zoo, wo sie am Ende des Films endlich die Giraffe am Bauch berühren kann, wie sie es sich seit ihrer Kindheit erträumt hat.

## Hintergrund
Die Nacht der Giraffe ist nach dem Regiedebüt The blind pig who wants to fly der zweite Langfilm von Edwin. Er drehte ihn im Zoo von Jakarta. Der Film zeichnet sich durch viele, langsam geschnittene Nahaufnahmen von verschiedenen Tieren wie Elefanten, Flusspferden und der Giraffe aus. Es werden einige Zwischentitel eingeblendet, die kurze Definitionen von Zoo, sowie von Begriffen rund um diesen, geben. Die Idee zum Film entstammt Edwins eigenem Traum, im Zoo zu leben. Der Film wurde von Babibutafilm produziert und von Pallas Film coproduziert. Weiterhin wurde Die Nacht der Giraffe von L’Atelier du Festival-Cannes finanziell gefördert. Der Film lief im Wettbewerb der 62. Berlinale und hatte in diesem Rahmen am 14. Februar 2012 seine Weltpremiere. Es war der erste indonesische Beitrag im Wettbewerb des Festivals seit 50 Jahren. Der Film hat bereits einen deutschen Verleih gefunden, Kinostart in Deutschland war der 17. Januar 2013.

## Kritik
Wenke Husmann rezenzierte Die Nacht der Giraffe für Die Zeit und lobte ihn sehr. Sie stellte dabei die Kameraarbeit Sidi Salehs heraus und kam insgesamt zu dem Fazit: „Was Postcards from the Zoo so wunderschön macht, ist die Leichtigkeit, mit der diese Fabel erzählt wird. Es wird nur wenig und selten gesprochen, die Bilder gelten den Tieren und den Gesten. Und irgendwann begreifen wir, dass es die Sehnsucht ist, die uns zum Menschen macht, dass es aber keinen Ort auf dieser Welt gibt, an dem sie gestillt werden könnte.“ Für Christiane Peitz von Der Tagesspiegel kehrte mit diesem Film die „Magie“ in den Wettbewerb der Berlinale zurück. Für sie „sendet [der Film] zauberhafte Botschaften aus dieser Traumwelt zurück in die Welt der verlorenen Seelen, von denen so viele BerlinaleFilme erzählen.“ Birgit Roschy von epd Film lobte die anfangs verwunschene Atmosphäre des Films, der sich allerdings zunehmend „in bedeutungsschwangere Arthouse-Manierismen“ flüchte, deren Bedeutung dem Zuschauer verschlossen blieben.